# (9039) 1990 WB4
(9039) 1990 WB4 là một tiểu hành tinh vành đai chính. Nó được phát hiện bởi Duncan Steel ở Đài thiên văn Siding Spring in Australia ngày 12 tháng 11 năm 1990.